# Manuel Quimper
Manuel Quimper Benítez del Pino (Lima, ca. 1757 - ibidem, 2 de abril de 1844) fue un oficial naval, explorador, cartógrafo y funcionario peruano. Realizó varias expediciones de exploración y levantamientos cartográficos en el estrecho de Juan de Fuca y en las islas Sandwich a finales del siglo XVIII. Más tarde fue nombrado gobernador colonial en su Perú natal, en el inicio de la lucha por la independencia. Se retiró a España, pero pronto pudo regresar al Perú donde sirvió como oficial naval en la nueva república e hizo una carrera literaria antes de su muerte en Lima.

## Biografía

### Primeros años
Manuel Quimper nació en Lima, Perú, de padre francés y madre española. A la edad de trece años se convirtió en cadete en una compañía de la Armada española estacionada en Callao, y participó en la exploración de la isla de Chiloé. En abril de 1771, con el aval del virrey del Perú Manuel de Amat y Juniet, fue aceptado en la Real y Pontificia Universidad de San Marcos en Lima, donde estudió matemáticas y sus aplicaciones náuticas, y donde se graduó en junio de 1774.
Poco se sabe de la familia de Quimper. En 1792, El Mercurio Peruano, una publicación de la Sociedad Académica de Amantes de Lima, publicó una carta suya que había escrito, al parecer, a un hermano en Lima durante su estancia en 1790 en el Nootka Sound (actual Canadá).

### Carrera naval
Tras sus estudios universitarios, Quimper fue asignado a la fragata Áquila en una misión para reafirmar la soberanía española sobre la isla de Tahití en el Pacífico Sur y, a finales de 1777, para entregar madera de Guayaquil para la construcción naval en el Callao. A finales de 1780 fue ascendido a alférez de navío y asignado al transporte de alimentos desde El Callao a Talcahuano. Dos años más tarde fue enviado a cartografiar las islas de Juan Fernández en el Pacífico Sur y a su regreso al puerto de Valparaíso recibió reconocimiento por sus habilidades cartográficas. En 1786 se embarcó en viaje de cuatro meses hacia el puerto español de Cádiz. Al mes había sido ascendido a alférez de navío y recibió el permiso para servir en la corte del rey Carlos III en Madrid durante cuatro meses, antes de regresar al mar destinado a la protección del golfo de Cádiz.
La corte española estaba cada vez más preocupada por las incursiones de británicos y rusos a lo largo de la costa del Pacífico Noroeste y decidió enviar a siete jóvenes oficiales de la Armada recién formados para averiguar sus intenciones. Entre ellos estaba Quimper y un compañero peruano Juan Francisco de la Bodega y Quadra, quien fue nombrado comandante del Departamento Naval de San Blas (México). Partieron de Cádiz a bordo del San Ramón en mayo de 1789 y tras arribar a Veracruz, los siete fueron trasladados al puerto de San Blas, en la costa del Pacífico.
En julio de 1789 se recibieron noticias del Pacífico Noroeste con la llegada del Princesa Real, un buque dedicado al comercio de pieles que había sido capturado a los británicos en el Nootka Sound por el comandante español Esteban José Martínez. En 1788, el comerciante y explorador británico John Meares había establecido un puesto de comercio de pieles en Nootka Sound. España consideraba este asentamiento una invasión del territorio de Nutca y había enviado a Martínez para ocupar el puerto al año siguiente. Martínez llegó en 1789 con buques de guerra, se apoderó del puerto y de algunos buques, incluyendo la balandra Princess Royal, a la que cambió el nombre por Princesa Real. La balandra fue enviada a San Blas a disposición del virrey de la Nueva España Juan Vicente de Güemes, 2.º conde de Revillagigedo. El virrey, sin embargo, quiso evitar problemas adicionales con los británicos y ordenó que devolvieran el barco.
El 3 de febrero de 1790, una expedición española navegó hacia el norte desde San Blas, al mando del teniente de navío Francisco de Eliza, el oficial de mayor rango disponible en San Blas. Le acompañaban el teniente de navío Salvador Fidalgo, y el alférez de navío Manuel Quimper. Su propósito era fortalecer el asentamiento del Nootka Sound, realizar más levantamientos cartográficos en las aguas del estrecho de Juan de Fuca y en las islas San Juan, y devolver el Princesa Real a los británicos. Después de varias semanas en el mar, el Princesa Real y Quimper llegaron con dificultad al Nootka Sound, y acometieron las reparaciones en el buque antes de devolverlo a los británicos. Durante el mes de mayo, el Princesa Real fue reparado y no hubo indicios de los británicos. Quimper, entonces, utilizó el buque para llevar a cabo una exploración de dos meses de las costas norte y sur del estrecho de Juan de Fuca.
Durante junio y julio, cartografió y nombró muchos accidentes geográficos a lo largo de la costa sur de la isla de Vancouver y la costa norte de la península Olímpica. Fue el primer europeo en avistar el monte Baker, al que llamó La Gran Montaña Carmelita. En la península Olímpica comerció y observó las costumbres de los pueblos indígenas, cerca de Dungeness (que llamó bahía de Quimper) y cerca del río Elwha, muy probablemente en ambos casos con miembros de la tribu Klallam; Quimper sería así posiblemente el primer europeo que los habría visto. La mayor parte de sus descubrimientos a lo largo del estrecho fueron cambiados de nombre por el capitán británico George Vancouver en 1792, que realizó una exploración detallada de la misma región. Los pocos accidentes que aún conservan al menos una apariencia de sus nombres en español son Port Angeles, el estrecho de Rosario, la península de Quimper y la isla Fidalgo.
Quimper volvió al Nootka Sound a principios de agosto, pero no pudo entrar en el puerto durante varios días debido a la densa niebla. Puso entonces rumbo de regreso a la Nueva España y llegó a Monterrey el 1 de septiembre de 1790. Ahí se reunió con Fidalgo, a bordo del San Carlos, y ambos llegaron a San Blas el 13 de noviembre de 1790. El virrey Revillagigedo se sorprendió al saber que el Princesa Real se encontraba todavía en posesión española y envió un mensaje a la Corte de Madrid recomendando que la devolución del buque a los británicos se hiciese entonces en Macao. También envió un informe de las exploraciones de Quimper en la región del Pacífico Noroeste, con nueve de sus cartas marinas. Quimper fue ascendido a teniente de fragata.
El 14 de febrero de 1791, Quimper zarpó a bordo del Princesa Real, con las órdenes del comandante de San Blas, Juan Francisco de la Bodega y Quadra para cartografiar las islas Sandwich (actual Hawái, EE. UU.) luego devolver la nave al Gobernador General de las Filipinas Félix Berenguer de Marquina, que a continuación lo devolvería a los británicos. Mientras exploraraba las islas Sandwich, el 1 de abril de 1791 Quimper tuvo un encuentro tenso con James Colnett, el comandante británico en Nootka. Colnett exigió una explicación de Quimper de por qué el Princesa Real aún no había sido devuelto y Quimper le informó de los planes para entregarlo en Macao. Colnett amenazó con apoderarse de la nave allí mismo, pero cuando observó que Quimper se preparaba para el combate se echó atrás. Quimper continuó con su exploración de las islas de Hawái, Maui y Oahu, y el 19 de abril de 1791, zarpó rumbo a las islas Filipinas.
Quimper llegó a la base naval de Cavite en la bahía de Manila el 4 de junio de 1791. Le entregó la nave a Vicente Llanos y Valdés, un familiar del ministro de la Marina. El Princesa Real fue devuelto en Macao el 12 de agosto de 1791, pero un fuerte huracán la golpeó pronto provocando graves daños en la nave, que fue vendida después de su salvamento. Mientras tanto el también explorador español Alejandro Malaspina estaba de regreso en Manila después de su exploración de las islas Marianas y Quimper le ayudó a crear las cartas marinas de sus hallazgos.
El 21 de mayo de 1792, Quimper fue puesto al mando de la fragata San José de las Ánimas y se embarcó para San Blas, acompañado de la goleta Valdés, al mando del teniente Cosme Bertadano. Los dos barcos se separaron muy pronto por un huracán que causó que el Valdés regresase a Manila. Quimper siguió a San Blas, aunque su barco quedó gravemente dañado por el mal tiempo y no llegó hasta casi seis meses después, el 6 de noviembre de 1792. Se enteró de que el 16 de octubre, se habían emitido órdenes de concederle el permiso para casarse con Francisca Márquez, y de su nombramiento como asistente especial de su compatriota y amigo Juan Francisco de la Bodega y Quadra, el comandante naval de San Blas, que tenía problemas de salud pero no quería renunciar al mando mientras la situación internacional estaba deteriorándose y era probable que estallase una guerra. Quimper ocupó este cargo hasta febrero de 1794, cuando murió Bodega y Quadra.
Quimper mismo se encontraba en mal estado de salud y se le concedió permiso, en junio de 1795, para regresar a España. Mientras esperaba en Veracruz para embarcar, fue nombrado capitán de la corbeta Atrevida y navegó en ese barco hasta Cádiz, todavía al mando de Malaspina. Quimper al parecer nunca tomó el mando de la Atrevida, porque mientras estaba en el puerto de Cádiz, solicitó y obtuvo el traslado a Madrid para atender asuntos personales. Ocho meses más tarde fue admitido como caballero en la Orden de Calatrava.
Quimper luego sirvió en Algeciras bajo el mando de Bruno de Heceta, un veterano marino que había explorado también la región del Pacífico Noroeste. Pronto preguntó por la gobernación de Guayaquil, pero se le dio en cambio el mando de la flota naval de Madrid, cargo que mantuvo hasta 1802. Fue nombrado después ministro de Hacienda en Veracruz por lo que regresó a América en una posición ministerial.

### Carrera gubernamental
Manuel Quimper fue nombrado en 1802 ministro de Hacienda para supervisar los desembolsos imperiales en Veracruz. En 1805 fue nombrado gobernador de Huamanga (más tarde renombrado como Ayacucho) en la parte sur de su país natal, Perú, pero debido a un confuso incidente con la participación del recién nombrado virrey del Perú, José Fernando de Abascal, se convirtió en su lugar en gobernador de la región peruana de Puno, en el lago Titicaca.
Durante su mandato como gobernador de Puno, surgió un movimiento independentista del que Quimper advirtió al virrey Abascal en julio de 1809. Su propia colección, cuidadosamente guardada, de documentos, mapas, manuscritos y libros fue destruida en un levantamiento de la población local. Quimper fue removido como gobernador a finales de enero de 1810. Su sucesor, Manuel Antonio Nieto, murió a los pocos meses y Quimper regresó a Puno como gobernador en junio de 1810.
Tras el levantamiento en el Alto Perú por la independencia en 1814, Quimper fue nombrado de nuevo gobernador de Huamanga, en agosto de ese mismo año 1814. Su viaje a su nuevo puesto, sin embargo, fue interrumpido por una rebelión en la región del Cuzco, y fue desviado a la ciudad de Arequipa. Desde allí, con 250 hombres, fue en socorro de Puno el 9 de diciembre de 1814. Después de restaurar el orden se marchó a su ciudad natal de Lima. Quimper todavía estaba en Lima cuando el virrey fue sustituido por Joaquín de la Pezuela, quien confirmó su nombramiento como gobernador de Huamanga; Quimper viajó allí para asumir el cargo, que ocupó durante tres años antes de regresar a España, ya retirado.

## Retiro en España
Mientras Quimper estaba en España, su hijo el coronel Manuel Quimper, estaba luchando por la causa española en el Perú. Había estado sirviendo en el Alto Perú hasta ser nombrado comandante en jefe de las fuerzas españolas de la costa sur del Perú el 9 de febrero de 1820. El joven Manuel Quimper sufrió una gran derrota mientras defendía la ciudad de Nazca y se vio obligado a huir hacia la costa en octubre de 1820.
Mientras tanto, en Madrid, su padre fue nombrado caballero de la Orden de San Hermenegildo en 1820. También comenzó a recibir reconocimiento por su talento literario y en 1821, la Imprenta Álvarez, publicó su manuscrito de 180 páginas en décimas titulado Laicas vivacidades de Quimper, antorcha peruana, acaecimientos del Perú en civiles guerras, promovidas por el Reino de Buenos-Ayres, desde el año 1809 hasta el de 1818, describiendo sus observaciones personales de las guerras civiles en el Perú desde 1809 hasta 1818.
Todavía pesaroso por la pérdida de los documentos que habían sido destruidos en Puno, al final de 1821 solicitó el apoyo de José de Bustamante, director general de la Armada Nacional, para la publicación de un relato de sus experiencias a bordo de la Atrevida en la bahía de Manila treinta años antes. Al parecer, no recibió el apoyo de Bustamante. Sin embargo, en 1822 Quimper publicó en Madrid su libro Islas Sandwich: Descripción sucinta de este archipiélago, que había sido previamente publicado en El Mercurio Peruano. En la «Introducción» de este libro trató de explicarse a sí mismo y su regreso a España, citando su servicio naval a España, desde la adolescencia, y el hecho de que había sido tratado como un americano en España, y como un español en el Perú.

### Retorno al Perú
Quimper tenía ganas de volver a su tierra natal del Perú y en febrero de 1822 dio los pasos para asegurarse una acogida favorable a su regreso. Volvió poco después y se informó de que se había convertido en un patriota peruano en 1823. El gobierno de la República del Perú lo nombró comandante naval en 1827 y más tarde capitán. Continuó sus actividades literarias y escribió el poema Poema raro, segmentos de los cuales fueron publicados en La Gazeta de Lima. Murió en Lima el 2 de abril de 1844.

## Lugares nombrados en su honor
- Península de Quimper (48°5′N 122°50′O / 48.083, -122.833) en el estado de Washington;
- Monte Manuel Quimper (48°25′N 123°40′O / 48.417, -123.667) en la isla de Vancouver, Columbia Británica;
- Parque Quimper, un lugar conmemorativo cerca de Sooke, Columbia Británica, dedicado el 23 de junio de 1990, para señalar el 200.º aniversario del desembarco de Quimper.

## Lugares nombrados por Quimper
- Bahía de Bodega y Quadra (ahora Discovery Bay, Washington en 48°3′0″N 122°52′0″O / 48.05000, -122.86667);
- Bahía de Nuñez Gaona (ahora Neah Bay, Washington en 48°21′56″N 124°36′56″O / 48.36556, -124.61556);
- Punta Bonilla, Columbia Británica;
- Ensenada de Quadra (ahora Maalaea, Maui, Hawái);
- Ensenada de Quimper (ahora Pearl Harbor, Oahu, Hawái);
- Ensenada de Ulloa (ahora Kawaihae Bay, en la isla de Hawái );
- Punta Gonzales, Victoria, Columbia Británica (e indirectamente bahía Gonzales y monte Gonzales en la misma localización);
- Gran Monte de Carmello (ahora Mount Baker, Washington en 48°46′0″N 121°48′0″O / 48.76667, -121.80000);
- Río Jordan, Columbia Británica (e indirectamente el asentamiento de Jordan River, Columbia Británica en la desembocadura de ese río);
- Estrecho de Haro, Columbia Británica/Washington;
- Nuestra Señora de Los Ángeles (ahora Port Angeles, Washington en 48°7′20″N 123°26′30″O / 48.12222, -123.44167);
- Puerta de Revillagigedo (ahora Sooke, Columbia Británica en 48°22′55″N 123°43′52″O / 48.38194, -123.73111);
- Puerto de Cordova (ahora Esquimalt, Columbia Británicaa en 48°25′50″N 123°24′29″O / 48.43056, -123.40806);
- Puerto de Quimper (ahora Dungeness Bay, Washington en 48°9′45″N 123°9′0″O / 48.16250, -123.15000);
- Puerto de San Juan (ahora Port San Juan, el puerto en Port Renfrew, Columbia Británica en 48°33′31″N 124°23′57″O / 48.55861, -124.39917);
- Punta de San Miguel (ahora Albert Head, Columbia Británica);
- Punta de Santa Cruz (ahora Dungeness, Washington en 48°8′0″N 123°9′0″O / 48.13333, -123.15000);
- Punta de Santo Domingo (ahora William Head, Columbia Británica);
- Rada de Eliza (ahora Pedder Bay, Columbia Británica);
- Rada de Solano (ahora Parry Bay, Columbia Británica);
- Rada de Valdés y Bazan (ahora Royal Roads, Columbia Británica);
- Sombrio River, Columbia Británica;